# Better Off
Pour les articles homonymes, voir Friends (homonymie).
Better Off est un groupe américain de rock, originaire de Nashville, dans le Tennessee, formé en 2011 sous le nom de Friends. Ils changent de nom début 2013 pour Better Off en raison d'un autre groupe partageant le nom Friends. Ils comptent deux albums, (I Think) I'm Leaving (2013) et Milk (2015), ce dernier s'étant classé dans les classements Billboard Heatseekers Albums et Independent Albums. 
En mars 2016, alors qu'ils étaient en tournée avec Mayday Parade et The Maine, il est annoncé que le groupe abandonnerait la tournée et « se tairait pendant un certain temps » à la suite d'accusations d'agression sexuelle et d'abus contre l'ancien bassiste du groupe, David Hobbs. Pendant la pause du groupe et la dissolution de toutes les relations avec l'ancien membre, Better Off s'excuse auprès des personnes impliquées dans la situation et sort leur single Bad Habit le 25 avril 2018.

## Histoire

### Première période (2011–2016)
Better Off commence sous le nom de Friends, avant de changer de nom à cause d'un autre groupe qui s'appelait Friends. Sous le nom de Friends, la musique du groupe était similaire à celle de Thirtyseven. Ils sortent l'EP Better Off Alone le 9 juin 2011 grâce à Blood and Ink. Le 10 février 2013, le groupe change de nom pour Better Off.
Le 11 juin 2013, il est annoncé que le groupe avait signé chez 6131. Le même jour, The Price Is Never Right est mis à disposition en streaming. Le 14 août, A Fool Walks into a Bar and Cries Wolf est mis à disposition en streaming. Le 28 août, Keeping Watch est mis à disposition en streaming. (I Think) I'm Leaving est disponible en streaming le 15 septembre et sort chez 6131 et Blood and Ink le 24 septembre. Le 24 octobre, un clip vidéo est publié pour A Fool Walks into a Bar and Cries Wolf, réalisé par Andy Reale. Le clip montre le groupe jouant à l'intérieur d'une maison, tandis que les gens à l'extérieur sautent des falaises. Le groupe fait la première partie de Rust Belt Lights et de Carousel Kings en décembre.
Le 31 juillet 2015, la sortie du deuxième album du groupe, Milk, est annoncé et Whatever I Don't Care est disponible en streaming. Début août, le groupe part en tournée avec Basement, Whirr et LVL UP. Le 13 août, Dresser Drawer est disponible en streaming. Le 28 août, This Day Will Never End est disponible en streaming. Fin août et en septembre, le groupe part en tournée avec Bayside et The Early November. Le 11 septembre, Milk sort chez Equal Vision. L'album est produit par Arun Bali de Saves the Day. Granered décrit l'album comme « un jalon de maturation et de solidarité » pour le groupe. Il déclare également que le groupe souhaitait créer « quelque chose de classe [...] avec de grosses guitares fuzzy et des dynamiques intéressantes » dans les chansons. L'album se classe à la 11e place du classement Billboard Heatseekers Albums, et à la 46e place du classement Independent Albums.
En octobre et novembre 2015, le groupe fait la première partie de Pentimento. Le 11 décembre, un clip vidéo est publié pour Dresser Drawer. En mars et avril 2016, le groupe doit faire la première partie de Mayday Parade et The Maine lors de leur tournée aux États-Unis. Le 11 mars, le groupe annonce qu'il abandonne sa tournée et « se tait pendant un certain temps » à la suite d'accusations d'agression sexuelle à l'encontre de son bassiste David Hobbs.

### Retour (depuis 2018)
En 2018, le groupe publie sa première nouvelle musique depuis 2015 avec les singles Bad Habit et Head Down. Le groupe sortira plus tard son troisième album studio Reap What You Sow le 9 mars 2019, ravivant le groupe et établissant un nouveau cours pour sa postérité.
En 2020, le groupe sort l'EP acoustique Redone, comprenant des versions retravaillées de succès tels que Meth Head et The Price is Never Right. Le 6 août 2021, le groupe sort le single No Drama, suivi de Unreal le 27 août. Le groupe annonce la sortie de leur album éponyme le 24 septembre, la veille de leur prestation au Furnace Fest le 25 septembre.

## Discographie

### Albums studio
- 2013 : (I Think) I'm Leaving[7] (Blood and Ink Records)
- 2015 : Milk (Equal Vision)
- 2019 : Reap What You Sow (No Sleep Records)
- 2021 : Self-Titled (Parting Gift Records)

### EP
- 2011 : Better Off Alone (Blood and Ink)
- 2020 : Redone

### Singles
- 2014 : Whatever, I Don't Care[23]
- 2015 : Milk
- 2015 : Dresser Drawer[24]
- 2015 : This Day Will Never End[25]
- 2018-2019 : Bad Habit (issu de Reap What You Sow)
- 2019 : Head Down
- 2021 : No Drama (issu de Self-Titled)
- 2021 : Unreal